# Schweizerhalle
 (mars 2015).
Si vous disposez d'ouvrages ou d'articles de référence ou si vous connaissez des sites web de qualité traitant du thème abordé ici, merci de compléter l'article en donnant les références utiles à sa vérifiabilité et en les liant à la section « Notes et références ».
Schweizerhalle est un complexe chimique situé à proximité de Bâle en Suisse, à cheval sur le territoire des communes de Muttenz et Pratteln, dans le canton de Bâle-Campagne.

## Catastrophe écologique de 1986
La catastrophe de Schweizerhalle,, est une pollution chimique survenue en Suisse en 1986 à la suite d'un incendie dans l'entrepôt 956 d'une usine de Sandoz sur le site de Schweizerhalle. Les eaux utilisées par les pompiers pour éteindre l'incendie, fortement polluées, se déversent dans le Rhin. L'accident eut de graves conséquences écologiques sur l'ensemble du bassin rhénan en aval de Bâle.
L'ordonnance sur la protection contre les accidents majeurs a alors été élaborée. Elle prévoit que les entreprises qui stockent des substances dangereuses dans le bassin versant d'un cours d'eau international doivent prévoir pour leur entreprise des mesures de protections techniques et organisationnelles. Cet accident reste une référence de réflexion pour l'Office Fédéral de l'Environnement (OFEV). 
Après Schweizerhalle, tous les États riverains du Rhin se sont assurés que les  entreprises situées dans le bassin versant du fleuve avaient amélioré les mesures de sécurité. Depuis lors, les accidents ont fortement diminué sur le Rhin.
Fin septembre 1987, Sandoz verse pour un total de 43 millions de francs suisses des dédommagements en Suisse, en France, en Allemagne et aux Pays-Bas.